# 2002年亞洲運動會印尼代表團
2002年亞洲運動會於2002年9月29日至10月14日在韓國釜山舉行，印尼代表團拿下4面金牌，在獎牌榜中名列第14位。